# David Hemmings
David Edward Leslie Hemmings (Guildford, 18 november 1941 - Boekarest, 3 december 2003) was een Britse acteur, tevens film- en televisieregisseur en -producent. Zijn bekendste rol was die van de fotograaf in Blow-Up van Michelangelo Antonioni uit 1966.

## Carrière
Hemmings begon op twaalfjarige leeftijd met optreden. Hij kende zijn eerste successen als jongenssopraan in de opera. Hij zong onder meer in de première van The Turn of the Screw van Benjamin Britten in 1954 en is te horen in de opname van die opera, evenals in die van Brittens The Little Sweep uit 1956, beide  onder leiding van Britten zelf, op Decca Classics.
Hij richtte zich daarna op het acteren voor televisie en film. Hoewel hij al in 1954 een klein rolletje had gespeeld in The Rainbow Jacket van Basil Dearden, brak hij midden de jaren 1960 door als acteur, dankzij zijn rol in Blow-Up van Michelangelo Antonioni (1966), waarin hij de modefotograaf Thomas speelde. Verdere hoofdrollen kwamen er onder meer in Barbarella, de historische film Alfred the Great over Alfred de Grote, de oorlogsfilm The Long Day's Dying en de rampenfilm Juggernaut. De titelrol in de spionagethriller Charlie Muffin uit 1979 was zijn laatste grote filmrol.
Hemmings richtte in 1966 samen met producent John Daly in 1967 de Hemdale Film Corporation op, die begon als een talentenbureau. Hemmings verliet het bedrijf in 1971, waarna Daly het voortzette als een onafhankelijke filmproductie- en distributiefirma.
Naast acteur was Hemmings ook regisseur en producent. De thriller Running Scared uit 1972 was een van zijn eerste films als regisseur. Hij regisseerde ook Just a Gigolo (1978), met David Bowie en Marlene Dietrich in haar laatste filmrol. Deze film kreeg slechte kritieken en werd een flop.
Hemmings is te horen als de verteller op het album Journey to the Centre of the Earth van Rick Wakeman uit 1974.
In de jaren 1980 en 1990 werkte Hemmings vooral voor televisie, als acteur en als regisseur. Hij regisseerde onder meer meerdere episodes van The A-Team,  Stingray (1985-1987, zowel regisseur als producer, Werewolf (1987-1988), In the Heat of the Night (1988) en Quantum Leap (1989-1993). Hij speelde gastrollen in onder meer The A-Team, Murder, She Wrote, Magnum, P.I., Father Dowling Mysteries en L.A. Law. In de pilotafleveringen van Airwolf speelt Hemmings de rol van Airwolfs ingenieur Charles Henry Moffet.
Rond het jaar 2000 maakte Hemmings een comeback als acteur met rollen in Gladiator, The League of Extraordinary Gentlemen en Gangs of New York.
Hij overleed na een hartaanval tijdens de opnamen van de film Blessed in Boekarest in 2003.

## Privé
Hemmings trouwde in 1974 met jonkvrouw Prudence Jane de Casembroot (1948), film-executive en lid van de Nederlandse adellijke familie De Casembroot.

## Selectieve filmografie (als acteur)
- Blow-Up (1966)
- Camelot (1967)
- The Charge of the Light Brigade (1968)
- Barbarella (1968)
- The Long Day's Dying (1968)
- Alfred the Great (1969)
- The Walking Stick (1970)
- Voices (1973)
- Juggernaut (1974)
- Profondo rosso (1975)
- Crossed Swords (1977)
- Islands in the Stream (1977)
- Blood Relatives (Les Liens de Sang) (1978)
- Thirst (1979)
- Murder by Decree (1979)
- Charlie Muffin (1979, voor televisie)
- Harlequin (1980)
- Dr. Jekyll and Mr. Hyde (1981)
- Beyond Reasonable Doubt (1982)
- Airwolf (1984)
- The Rainbow (1989)
- Gladiator (2000)
- Mean Machine (2001)
- Last Orders (2001)
- Gangs of New York (2002)
- Slap Shot 2: Breaking the Ice (2002)
- The Night We Called It A Day (2003)
- The League of Extraordinary Gentlemen (2003)
- Blessed (2004)